# Tuzla
Tuzla là một thành phố và khu tự quản ở Bosna và Hercegovina. Tại thời điểm điều tra dân số năm 1991, thành phố có dân số 83.770 dân, còn khu tự quản có dân số 131.318 người. Tính cả dòng người tị nạn thì thành phố hiện nay ước tính có 174.558 cư dân, sau Sarajevo, Banja Luka, Tuzla là thành phố lớn thứ ba ở Bosnia và Herzegovina, và thủ phủ của tổng Tuzla và khu tự quản Tuzla. Cái tên "Tuzla" là từ tiếng Thổ Nhĩ Kỳ nghĩa là mỏ muối, và đề cập đến trữ lượng muối rộng lớn được tìm thấy bên dưới thành phố.
Thành phố Tuzla có hồ muối duy nhất của châu Âu làm một phần của công viên trung tâm . và cũng có khoảng 100.000 người tham quan bờ biển mỗi năm. Lịch sử của các thành phố Tuzla có từ năm 1510 khi Tuzla là một thị trấn đồn trú Thổ Nhĩ Kỳ. Trong thế kỷ 19, nó được thông qua dưới sự cai trị của đế quốc Áo-Hung, và được tích hợp vào Nam Tư năm 1918.

## Địa lý
Tuzla nằm ở đông bắc của Bosnia, bên dưới dãy núi Majevica, bên sông Jala. Khu trung tâm nằm trong một đồng bằng theo định hướng Đông-Tây, với các khu vực dân cư ở phía bắc và phía nam của thành phố nằm trên ngọn đồi Ilinčica, Kicelj và Gradina. Khí hậu lục địa ôn hòa. Có rất trữ lượng mỏ than đá phong phú trong khu vực xung quanh Tuzla. 6 mỏ than đá tiếp tục hoạt động xung quanh thành phố. Phần lớn than được khai thác ở khu vực này được sử dụng cho nhà máy điện Tuzla, là nhà máy điện lớn nhất ở Bosnia và Herzegovina.

## Khí hậu
| Dữ liệu khí hậu của Tuzla                | Dữ liệu khí hậu của Tuzla | Dữ liệu khí hậu của Tuzla | Dữ liệu khí hậu của Tuzla | Dữ liệu khí hậu của Tuzla | Dữ liệu khí hậu của Tuzla | Dữ liệu khí hậu của Tuzla | Dữ liệu khí hậu của Tuzla | Dữ liệu khí hậu của Tuzla | Dữ liệu khí hậu của Tuzla | Dữ liệu khí hậu của Tuzla | Dữ liệu khí hậu của Tuzla | Dữ liệu khí hậu của Tuzla | Dữ liệu khí hậu của Tuzla |
| Tháng                                    | 1                         | 2                         | 3                         | 4                         | 5                         | 6                         | 7                         | 8                         | 9                         | 10                        | 11                        | 12                        | Năm                       |
| ---------------------------------------- | ------------------------- | ------------------------- | ------------------------- | ------------------------- | ------------------------- | ------------------------- | ------------------------- | ------------------------- | ------------------------- | ------------------------- | ------------------------- | ------------------------- | ------------------------- |
| Trung bình ngày tối đa °C (°F)           | 2.7 (36.9)                | 5.9 (42.6)                | 10.4 (50.7)               | 15.1 (59.2)               | 20.3 (68.5)               | 23.1 (73.6)               | 25.5 (77.9)               | 25.7 (78.3)               | 22.0 (71.6)               | 16.5 (61.7)               | 9.7 (49.5)                | 3.5 (38.3)                | 15.0 (59.0)               |
| Tối thiểu trung bình ngày °C (°F)        | −4.4 (24.1)               | −2.3 (27.9)               | 0.7 (33.3)                | 4.4 (39.9)                | 8.5 (47.3)                | 11.4 (52.5)               | 12.8 (55.0)               | 12.6 (54.7)               | 9.7 (49.5)                | 5.7 (42.3)                | 1.6 (34.9)                | −2.8 (27.0)               | 4.8 (40.6)                |
| Lượng Giáng thủy trung bình mm (inches)  | 71 (2.8)                  | 67 (2.6)                  | 70 (2.8)                  | 74 (2.9)                  | 82 (3.2)                  | 91 (3.6)                  | 79 (3.1)                  | 71 (2.8)                  | 70 (2.8)                  | 77 (3.0)                  | 94 (3.7)                  | 85 (3.3)                  | 931 (36.7)                |
| Số ngày giáng thủy trung bình (≥ 0.1 mm) | 10                        | 9                         | 10                        | 11                        | 11                        | 11                        | 9                         | 8                         | 8                         | 8                         | 10                        | 11                        | 116                       |
| Nguồn: Tổ chức Khí tượng Thế giới        |                           |                           |                           |                           |                           |                           |                           |                           |                           |                           |                           |                           |                           |